# Gambell
Gambell ist ein Ort mit dem Status einer City in der Nome Census Area in Alaska im äußersten Nordwesten der Sankt-Lorenz-Insel, 265 km südwestlich vom Cape Prince of Wales, der Westspitze der Seward-Halbinsel.
Das kleine Dorf hat 640 Einwohner (Stand 2020). Es gibt mit dem Gambell Airport einen kleinen Flughafen, von dem aus die Fluggesellschaften Bering Air und Era Alaska Savoonga im zentralen Norden der Insel anfliegen. Gambell liegt auf ca. 63,46° nördlicher Breite knapp südlich des Polarkreises. Im Winter herrschen Temperaturen bis zu −40 °C, im Sommer bis zu +5 °C.
Der Name Gambell geht auf das erste auf der Insel ansässige Missionars- und Lehrer-Ehepaar zurück, Vene und Nellie Gambell, die im Frühjahr 1898 bei einem Schiffsunglück umkamen.